# Saint-Maurice-de-Lignon
 Saint-Maurice-de-Lignon  es una población y comuna francesa, situada en la región de Auvernia, departamento de Alto Loira, en el distrito de Yssingeaux y cantón de Monistrol-sur-Loire.

## Demografía
| 1413 | 1429 | 1528 | 1573 | 1635 | 1803 |
| Para los censos de 1962 a 1999 la población legal corresponde a la población sin duplicidades (Fuente: INSEE [Consultar]) |      |      |      |      |      |